# Серрара-Фонтана
Серрара-Фонтана (итал. Serrara - Fontana) — коммуна в Италии, располагается в регионе Кампания, в провинции Неаполь.
Население составляет 3060 человек, плотность населения составляет 510 чел./км². Занимает площадь 6 км². Почтовый индекс — 80070. Телефонный код — 081.